# Maria Milde
Ilse Maria Milde (* 3. März 1921 in Leipzig; † 28. Januar 2005 in Berlin) war eine deutsche Schauspielerin, Synchronsprecherin, Autorin und Sängerin.

## Leben

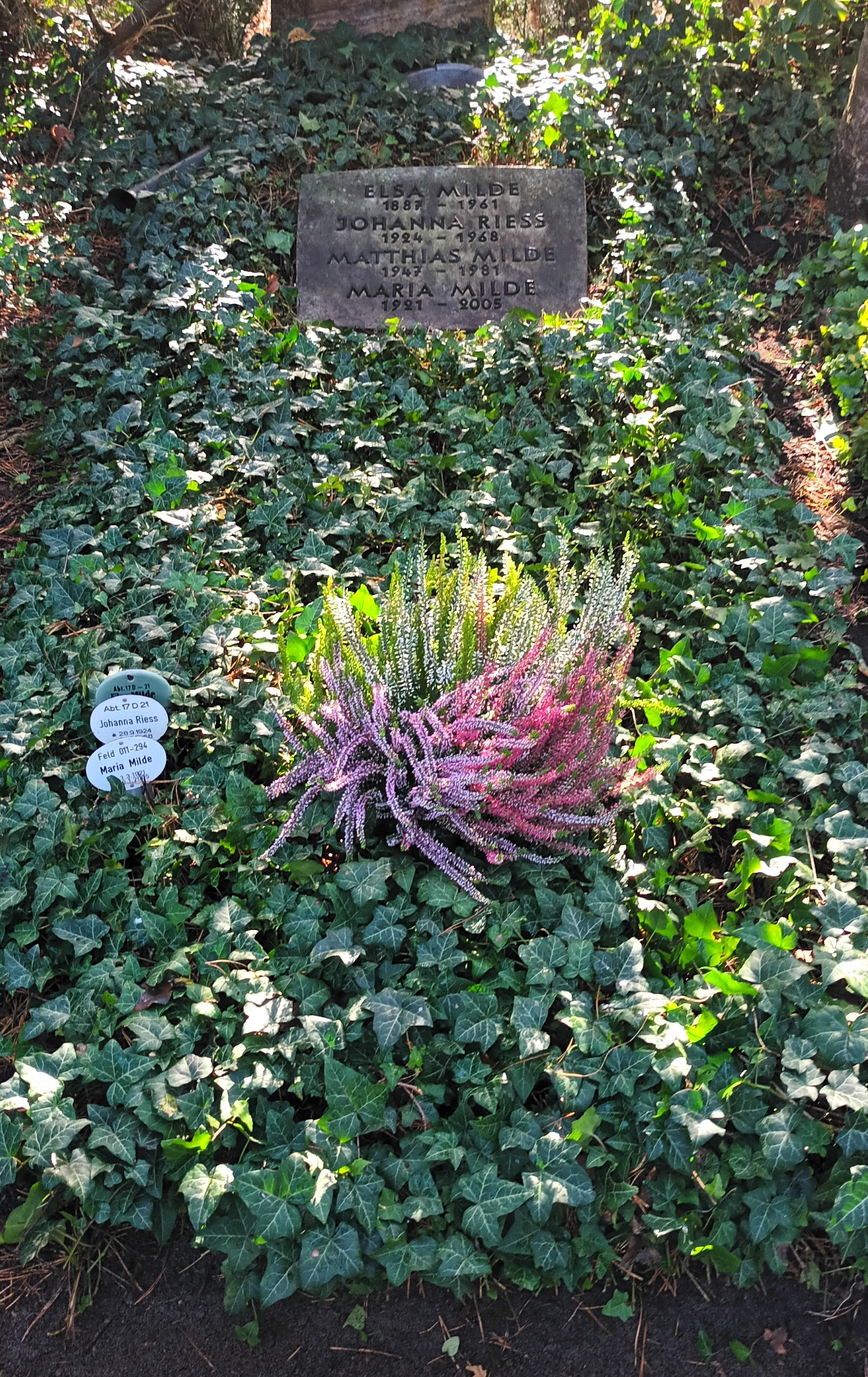
Grabstätte Maria Milde und Angehörige

Die Tochter eines Möbeltischlers wuchs mit ihren Geschwistern im Ortsteil Leipzig-Neustadt auf. Durch den jungen Kurt Meisel, den sie 1934 in Wilhelm Tell als Radzun auf der Bühne des Alten Theaters erlebte, wurde ihr Wunsch geweckt, Schauspielerin zu werden. Für die Schauspielschule noch zu jung, fand die 13-Jährige Aufnahme an der Ballettschule der Oper Leipzig unter Leitung von Erna Abendroth. Von dort engagierte sie 1938 Rolf Hiller für seine bekannte Ballettgruppe Hiller-Girls, mit der sie auf Europatournee ging. 
Gemeinsam mit ihrer Schwester Johanna wechselte sie 1940 an das Operettenballett des Gärtnerplatztheaters in München.
Auf Vermittlung von Hanns Schulz-Dornburg wurde sie nach bestandener Aufnahmeprüfung 1942 in die Filmakademie der Nachwuchsabteilung der UFA aufgenommen. Schulz-Dornburg konnte ihr jedoch zunächst nur einen provisorischen Partnervertrag ausstellen, da sie vom Reichspropagandaministerium mit einer Auftrittssperre belegt war. Der Grund für den Sperrvermerk war vermutlich ihre Freundschaft zu dem wegen seiner vermeintlich kommunistischen Gesinnung in Ungnade gefallenen Schauspieler Raimund Schelcher. 
Da Otto Heinz Jahn 1943 von Goebbels wegen eines Streits um den Münchhausen-Film als Produktionschef der UFA entlassen wurde, wechselten Schulz-Dornburg und die Nachwuchsabteilung gemeinsam mit Jahn zur Berlin-Film GmbH. Im September 1944 erhielt sie ihren ordentlichen Berlinfilm-Darsteller-Vertrag.
Fortan trat sie ohne ihren ersten Vornamen auf und nannte sich Maria Milde. Ihr Debüt gab sie in Frühlingsmelodie unter anderem neben Elga Brink und Hildegard Knef. Von da an war Milde für Theater, Film und Fernsehen tätig. Sie war hauptsächlich in Nebenrollen zu sehen. Daneben erhielt sie Gesangsunterricht und hatte Opernauftritte, welche ihr jedoch keinen Durchbruch in der Karriere brachten.
Maria Milde war in den 1950er und 1960er Jahren als Synchronsprecherin tätig. 1959 war sie die deutsche Synchronstimme von Dornröschen im gleichnamigen Film von Walt Disney. Dies wurde ihre bekannteste Rolle.
In den 1970er Jahren zog sich Maria Milde vom Schauspiel zurück und wurde Autorin. Sie schrieb u. a. Drehbücher und veröffentlichte 1978 ihre Memoiren unter dem Titel Berlin Glienicker Brücke – Babelsberger Notizen, in denen sie ihre Anfänge beim Film und ihre Erlebnisse der Kriegs- und Nachkriegszeit in Berlin, Babelsberg und Potsdam schildert. Ihr Buch wurde ein großer Erfolg und erfuhr mehrere Auflagen.
Maria Milde war nach dem Krieg bis zu dessen Tod im Jahre 1953 mit Heinz Otto Jahn liiert und lebte im Wonnegauviertel in Berlin-Nikolassee, später in Schmargendorf.
Sie starb 2005 im Alter von 83 Jahren. Ihr Grab befindet sich auf dem Waldfriedhof Dahlem.

## Filmografie
- 1944: Schauspielschule (Kurzfilm)
- 1945: Frühlingsmelodie
- 1945: Wir beide liebten Katharina
- 1948: Chemie und Liebe
- 1949: Das Mädchen Christine
- 1951: Unschuld in tausend Nöten
- 1958: Majestät auf Abwegen
- 1959: Dornröschen (Stimme)
- 1960: Die Nacht in Zaandam
- 1960: Die 1000 Augen des Dr. Mabuse
- 1960: Der letzte Zeuge
- 1962: Der vertauschte Prinz
- 1967: Landarzt Dr. Brock (Fernsehserie – 2 Folgen)
- 1969: Wir zwei fröhliche Luftschiffer
- 1969: Hänsel und Gretel
- 1970: Schlagzeilen über einen Mord
- 1970–1971: Drüben bei Lehmanns (13 Folgen)
- 1972: Algebra um Acht